# Ptichodis bistriga
Ptichodis bistriga är en fjärilsart som beskrevs av Herrich-Schäffer 1869. Ptichodis bistriga ingår i släktet Ptichodis och familjen nattflyn. Inga underarter finns listade.